# Socjologia publiczna

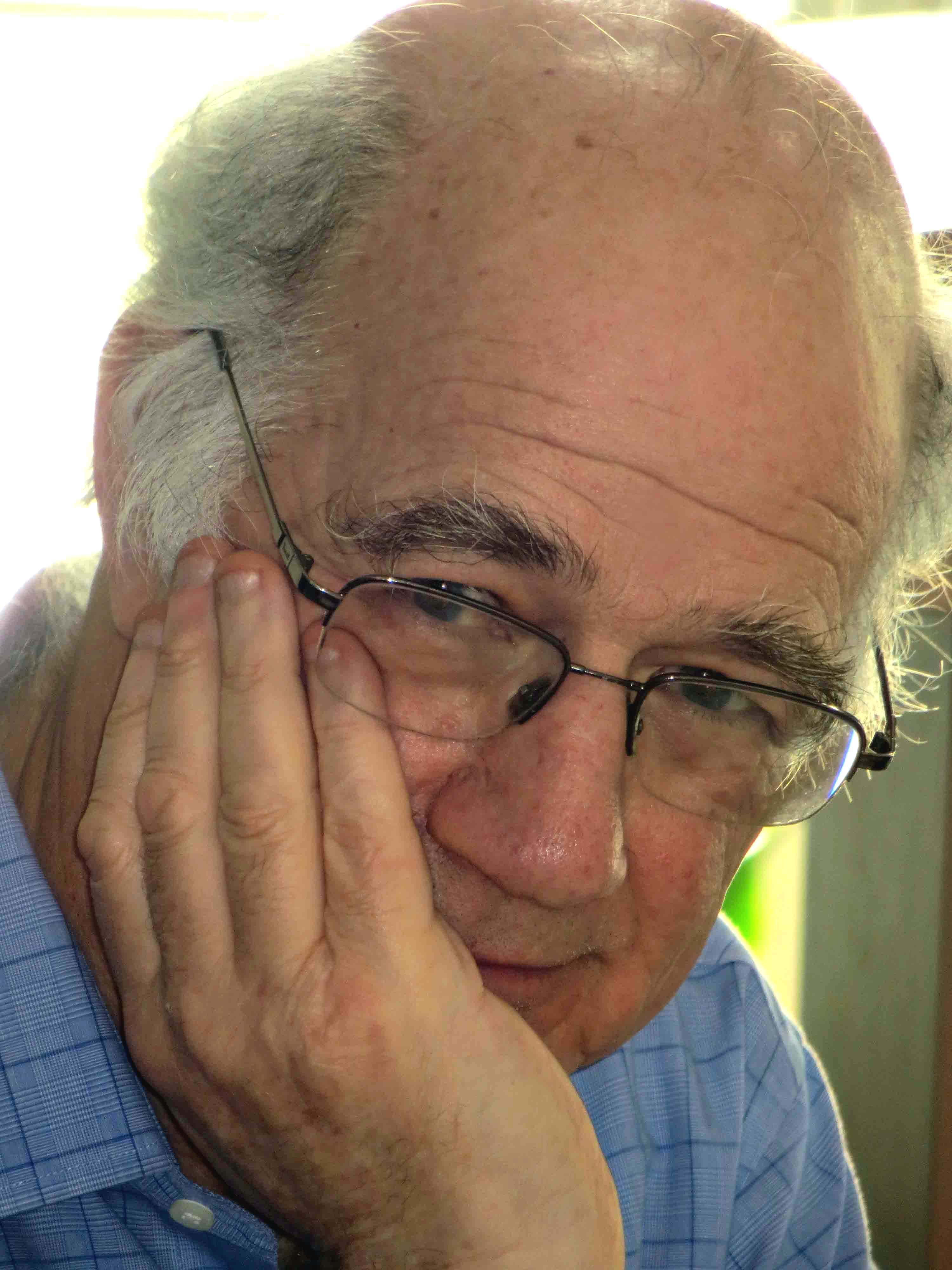
Jeden z czołowych zwolenników socjologii publicznej, autor Manufacturing Consent: Changes in the Labour Process Under Monopoly Capitalism - Michael Burawoy

Socjologia publiczna – nurt w socjologii odnoszący się do podejścia do tej dyscypliny naukowej, który stara się wyjść poza ramy uniwersytetu w celu zaangażowania się w dialog z szerszą publicznością. Jest zatem w większym stopniu stylem uprawiania socjologii niż metodą, teorią czy zbiorem wartości. Michael Burawoy kontrastował ją z profesjonalną socjologią, formą socjologii akademickiej, która trafia w zasadzie jedynie do innych profesjonalnych socjologów.

## Podstawowe założenia
Nurt ten opiera się przede wszystkim na zerwaniu z ideałem obiektywnej nauki spoglądającej z góry na świat społeczny i poszukującej uniwersalnych praw, zgodnie z którymi funkcjonują społeczeństwa. Socjologia publiczna nie dąży do poznawania prawdy dla niej samej, ale jest zawsze „po coś”: kluczowa jest relacja naukowca nie z obiektywną wiedzą naukową, lecz ze społeczeństwem, do którego należy. Stąd przymiotnik „publiczna”: socjolog wchodzi w dialog z różnymi „publicznościami”, by zdobyć wiedzę o ich problemach czekających na rozwiązanie lub przekazać im wyniki własnych badań – albo nawet działać razem z nimi. Najbardziej interesuje go stan i problemy otaczającego go świata, a nie rozwijanie teorii czy metodologii – to ostatnie jest wtórne i podporządkowane celom praktycznym. Socjolog publiczny nie jest neutralny (podkreślana przez niektórych naukowców neutralność czy obiektywność jest zresztą często fałszywa i maskuje wspieranie status quo), lecz staje po stronie społeczeństwa i – jak to mówi Burawoy – przeciwko z jednej strony despotyzmowi przerośniętego państwa a tyranią rynków z drugiej.
Burawoy i inni zwolennicy socjologii publicznej starali się zachęcać przedstawicieli dyscypliny do prowadzenia badań w sposób jawnie zaangażowany społecznie i politycznie. Tym samym mieliby stymulować debaty toczone na tematy takie jak porządek społeczny, udział w życiu politycznym, cele ruchów społecznych czy rola instytucji społeczeństwa obywatelskiego. Tym samym socjologia publiczna doprowadziła do ożywienia wewnątrz dyscypliny i skłoniła do refleksji nad tym jak powinno wyglądać społeczeństwo. Wiele wersji socjologii publicznej miało niewątpliwie charakter normatywny i polityczny. Z tego też powodu wielu socjologów zaprotestowało przeciwko temu podejściu.

### Socjologia publiczna a wyobraźnia socjologiczna
Burawoy i Jonathan VanAntwerpen z Uniwersytetu kalifornijskiego w Berkeley pisali, że ich koncentracja na instytucjonalizacji socjologii publicznej ma na celu rozbudzenie w społeczeństwie wyobraźni socjologicznej, którą Charles Wright Mills zdefiniował jako umiejętność ukazywania związku pomiędzy „prywatnymi troskami” pojedynczych osób czy rodzin i „publicznymi problemami” tkwiącymi w strukturze społecznej. Socjologia, poprzez ujawnianie społecznych przyczyn indywidualnych trosk, miała dawać podstawy do zmiany zastanej rzeczywistości

### Socjologia publiczna a socjologia stosowana
Uprawianie socjologii w sposób zaangażowany nie jest nową koncepcją. Już Ferdinand Tönnies wyróżniał socjologię stosowaną, czyli taką, która miała wykorzystywać uogólnienia teoretyczne do analizy procesów rozwoju społecznego, od socjologii czystej czyli teoretycznej socjografii, która skupiała się jedynie na opisie. Socjologia stosowana czyli wiedza socjologiczna wykorzystywana do celów praktycznych w pierwszej połowie XX wieku, znalazła swoje teoretyczne ujęcie w pracach takich socjologów jak Louis Wirth (1931) (socjologia kliniczna) czy Leon Petrażycki (nauki stosowane).
Również sam Michael Burawoy przyznaje, że: Nie ma nic nowego w socjologii publicznej; to, co jest nowe, to groźny kontekst, w którym żyjemy. Ten kontekst, zdaniem Burawoya, to czasy dominacji rynku, która zagraża podstawom życia społecznego.

## Inne publiczne nauki społeczne
Socjologowie nie byli sami w debacie „o publiczną rolę” nauk społecznych. Podobne dyskusje miały miejsce w dyscyplinach takich jak ekonomia, nauki polityczne, antropologia, geografia i historia oraz różnych subdyscyplinach, w tym ekologii politycznej. Starając się przenieść te różne dyscypliny „w stronę bardziej publicznych nauk społecznych”, Craig Calhoun, prezes Social Science Research Council, zachęcał socjologów i innych przedstawicieli nauk społecznych do tego, by zadali pytanie przedstawicielom nauk społecznych o to, co zachęca do innowacji, co sprawia, że wiedza jest przydatna, i jak realizować oba te cele, z uwzględnieniem zarówno bezpośrednich potrzeb jak i długotrwałych zdolności . Calhoun również wszedł do publicznej debaty na temat socjologii krytycznej, oceniając projekt socjologii publicznej i uznając jej specyficzną „obietnicę” i twierdząc, że to czy socjologia odnajdzie swoje znaczenie w sferze publicznej ma zasadnicze znaczenie dla przyszłości dyscypliny.